# Rana brownorum
Rana brownorum és una espècie de granota de la família dels rànids i de l'ordre dels anurs.